# Devin McEwan
Devin McEwan (Sharon, 11 de octubre de 1984) es un deportista estadounidense que compitió en piragüismo en la modalidad de eslalon. Ganó una medalla de oro en los Juegos Panamericanos de 2015 en la prueba de C2 individual.

## Palmarés internacional
| Juegos Panamericanos | Juegos Panamericanos | Juegos Panamericanos | Juegos Panamericanos |
| Año                  | Lugar                | Medalla              | Competición          |
| -------------------- | -------------------- | -------------------- | -------------------- |
| 2015                 | Toronto (Canadá)     | Medalla de oro       | C2 individual        |